# Globaliseringen och dess kritiker
Globaliseringen och dess kritiker är en bok av Joseph E. Stiglitz, ekonomipristagare till Alfred Nobels minne 2001.
I förordet beskriver Stiglitz hur han efter många år av forskning 1993 lämnade den akademiska världen för att tjänstgöra som ekonomisk rådgivare till president Bill Clinton. Från posten som rådgivare flyttade han 1997 över till Världsbanken där han tjänstgjorde som chefsekonom och vicepresident i tre år. Under dessa tre år blev han varse hur hårt globaliseringen kan slå mot utvecklingsländer, och särskilt mot de fattiga i dessa länder. Han tror att globalisering i form av undanröjande av handelshinder, integration av nationella ekonomier med mera, har potentialen att göra alla rikare. Men om detta skall vara möjligt menar han att hela globaliseringskonceptet, inklusive internationella handelsavtal, måste omvärderas.

## Några centrala punkter i boken
- Ett centralt problem med IMF och andra internationella finansinstitutioner är obalansen i dess ledning. Institutionerna företräder idag främst kommersiella och finansiella intressen från de rikaste industriländerna (s. 32, 230).
- IMF bidrog starkt till finanskrisen i Östasien 1997 (kapitel 4).
- För att få globaliseringen att fungera som den borde måste styrningen av de internationella organisationerna ändras. Bland annat måste rösträttsreglerna i IMF och Världsbanken ändras. Alla finansinstitutioner måste också ändras i grunden så att andra än centralbankschefer, handels- och finansministrar får vara med och bestämma. (s. 231).

## Utgivningen
- Originaltitel: Globalization and Its Discontents (2002)
- Utgivare i Sverige: Leopard Förlag, Stockholm 2003. (leopardforlag.se)